# Robert Nighthawk
Robert Nighthawk, geboren als Robert Lee McCullum, (* 30. November 1909 in Helena, Arkansas; † 5. November 1967 ebenda) war ein US-amerikanischer Bluesmusiker.
Robert Nighthawk wuchs auf einer Farm auf. Erste Erfahrungen mit der Musik sammelte er, als ihn ein Freund 1923 anregte, Mundharmonika zu lernen. Als er mit seinem Cousin, Houston Stackhouse, in den 1930ern auf einer Farm arbeitete, lernte er Gitarre zu spielen. Robert, sein Cousin und sein Bruder traten auf Festen und Partys gemeinsam als Blues-Band auf.
Einige Zeit später zog Nighthawk nach Memphis, Tennessee, wo er zusammen mit John Lee Hooker im New Daisy Theater und auch zusammen mit der Memphis Jug Band auftrat. Mitte der 1930er-Jahre zog er weiter nach St. Louis, wo er mit Henry Townsend, dem Star der St. Louis Blues-Szene, zusammen spielte. Er trat dabei unter verschiedenen Namen auf, so z. B. Robert Lee McCoy, Rambling Bob oder Peetie’s Boy. Ende der 1930er kam er nach Chicago, um seine erste Solo-Platte aufzunehmen; Prowling Night-Hawk sollte zu einem seiner bestverkauften Songs werden. Nach diesem Song nannte er sich endgültig Robert Nighthawk. Einen Achtungserfolg in den R&B-Charts hatte er Ende 1949 mit Annie Lee. Anfang der 1950er Jahre nahm er auch für das Label United auf. Das Album „Live on Maxwell Street“ wurde 1989 in die Blues Hall of Fame aufgenommen.
Ein Sohn Nighthawks war der Schlagzeuger Sam Carr (1926–2009), der u. a. mit Frank Frost spielte und aufnahm.

## Diskographische Hinweise
- Various Artists And This Is Maxwell Street (1964)